# Trichothraupis
Trichothraupis is een monotypisch geslacht van zangvogels uit de familie Thraupidae (tangaren):
- Trichothraupis melanops – Zwartbriltangare